# Jonals Co.
55°41′14″N 12°35′34″Ø / 55.68722°N 12.59278°Ø
Jonals Co. var et dansk fotografisk kollektiv, som var den første reklamefotografiske virksomhed i landet, og som spillede en væsentlig rolle i dansk fotografi i 1920'erne, 1930'erne og senere.
Grundlæggeren af Jonals Co. var Hermann Alfred Georg Nielsen (9. august 1881 i Viborg – 1947), som af ukendte årsager antog efternavnet Bente og kaldte sig Herman Bente. Han var gift med Emma Rigmor Bente (18. januar 1885 i København – 28. oktober 1918). Han kom først til at arbejde for det gamle tidsskrift Illustreret Tidende og blev siden en moderne fotograf i USA og Storbritannien. Herman Bente var ikke tilhænger af pictorialismen, men foretrak et nøgternt og sagligt fotografi. Han udgav bogen Fornuftig Amatør Fotografi (1938). Bente var også den sidste redaktør af det danske fototidsskrift Amatør Fotografen, som udkom i årene 1912 til 1919, idet han var redaktør fra april til december 1919.
Firmaet blev grundlagt af Herman Bente i 1926. Firmanavnet, Jonals Co. konstruerede Herman Bente af sine to sønners navne, Jan og Jol. Herman Bente var efter alt at dømme den toneangivende fotograf i firmaet, men alle firmaets fotografer satte firmanavnet under deres billeder. Derfor ved ingen i dag, hvem der har været mester for det enkelte fotografi.
Firmaet var nyskabende ved at fotografere industriprodukter. Jonals Co. gengav således Kay Bojesens legetøj, glas fra Holmegaard Glasværk og anden brugskunst fra perioden. Det udførte reportageoptagelser fra danske industrivirksomheder (fx Stjernen), arkitekturfotografi af Arne Jacobsens og Vilhelm Lauritzens moderne bygninger, modefotografi taget i forbindelse med stormagasinernes mannequinopvisninger, topografiske optagelser samt en lille samling fotomontager. Jonals Co. bidrog til bogen Britisk Brugskunst fra 1933 med tekst af Steen Eiler Rasmussen, gennem anmeldelser og artikler om fotografi samt som arrangør af bl.a. den internationale udstilling Moderne Fotografi på Kunstindustrimuseet i 1930.
Derudover producerede Jonals Co. fotografier til tidsskriftet Helhesten, hvor fotograferne på surrealistisk vis viser et abstrakt ekspressionistiske billedunivers som konkurrence til andre kunstarter.
Firmaet lå i Bredgade 76 i København og fortsatte efter Herman Bentes død.
Kun få negativer fra Jonals Co. har overlevet, idet en stor samling reklamenegativer formentlig blev ødelagt ved en brand i 1973. Der er kun bevaret meget få papirkopier i offentlige og private arkiver.
I 2000 blev der afholdt en udstilling af værker af Jonals Co. på Gammel Holtegaard og Holstebro Kunstmuseum kurateret af Mette Kia Krabbe Meyer.